# 石井瑞樹
石井 瑞樹（いしい みずき、1月12日 - ）は、日本の男性声優。福島県出身。ステイラック所属。

## 人物
Follow-Up出身。
趣味はラップ、読書、ゲーム、サッカー。

## 出演

### テレビアニメ
2022年
- 東京ミュウミュウ にゅ〜♡（スタッフ、ネット民）
- 勇者パーティーを追放されたビーストテイマー、最強種の猫耳少女と出会う（冒険者D）

2023年
- 英雄王、武を極めるため転生す 〜そして、世界最強の見習い騎士♀〜（生徒）
- マッシュル-MASHLE-（生徒）
- 彼女が公爵邸に行った理由
- レベル1だけどユニークスキルで最強です（男）
- ダークギャザリング（水子霊）
- ビックリメン（学生B）
- 魔法使いの嫁 SEASON2（生徒）

2024年
- 道産子ギャルはなまらめんこい（生徒）
- 異修羅（黄都兵、リチア兵）
- となりの妖怪さん（椿）
- ヴァンパイア男子寮（男子生徒B）
- 魔王軍最強の魔術師は人間だった（兵士A）
- 先輩はおとこのこ（生徒C）
- ひみつのアイプリ（2024年 - 2025年、山田賢人） - 2シリーズ
- 神之塔 -Tower of God- 工房戦（旅人）
- トリリオンゲーム（別テーブルの客）

2025年
- BEYBLADE X（暮クレオ、ブレーダー、警備員）
- アオのハコ（部員）
- どうせ、恋してしまうんだ。
- 中禅寺先生物怪講義録 先生が謎を解いてしまうから。（慎吾、生徒たち）
- ぷにるはかわいいスライム（ルンルダンスの観客）
- ふたりソロキャンプ（同級生男子）

### Webアニメ
- 終末のワルキューレ

### ゲーム
- 戦国小町苦労譚 語絵巻 - カタリエマキ -（金造[25]）

### シリーズ一覧
1. ↑  第1期（2024年 - 2025年）、第2期『リング編』（2025年）